# Igreja Católica Etíope
A Igreja Católica Etíope é uma igreja particular oriental sui iuris em comunhão com a Igreja Católica, mas com autonomia própria. Isto quer dizer que ela, nunca abandonando as suas veneráveis tradições e ritos litúrgicos orientais, aceita a autoridade e primazia do Papa. Unida formal e oficialmente à Santa Sé em 1839 (ou em 1846), esta Igreja foi fruto de uma cisão ocorrida na Igreja Ortodoxa Etíope, que não aceita a autoridade papal.
Desde 1999, esta Igreja oriental é governada pelo Arcebispo Metropolita e Cardeal Berhaneyesus Demerew Souraphiel, juntamente com o seu Concílio de Hierarcas, mas sempre sob a supervisão do Papa. Actualmente, a Igreja Etíope conta com cerca de 83 mil fiéis, concentrados na sua esmagadora maioria no norte da Etiópia. O seu rito litúrgico é o rito alexandrino ge'ez. A sua língua litúrgica é o ge'ez. Apesar disso, o rito litúrgico desta Igreja sofreu algumas latinizações: por exemplo, os clérigos etíopes tendem a usar a batina e o colarinho (de rito romano), que não pertence nem à tradição etíope nem à tradição oriental.

## História
Os Descobrimentos portugueses, nos finais do século XV, abriram o caminho para os contactos directos entre a Igreja Católica e da Igreja Ortodoxa Etíope. Devido a certos prelados ortodoxos etíopes (alidados do poder imperial) e aos comportamentos do prelado português Afonso Mendes, que foi nomeado Patriarca da Etiópia em 1622 pelo Papa Urbano VIII e que foi expulso da Etiópia em 1636, esses contactos, que pareciam estar destinadas ao sucesso, conduziram ao encerramento total da Etiópia ao contato com Roma.
O contacto com a Santa Sé só foi restabelecida em 1839, quando São Justino de Jacobis chegou ao país para liderar a recém-criada Prefeitura Apostólica da Abissínia (Etiópia). Lá, ele preferiu, em vez do rito romano, utilizar o rito etíope, que é baseado no ge'ez. Muitos leigos e sacerdotes ortodoxos etíopes foram atraídos por sua santidade e seu ensino, acabando por entrarem em comunhão com a Igreja Católica. A actividade missionária de Justino e do Cardeal Massaja, seu contemporâneo, deu assim origem à Igreja Católica Etíope. Em 1847, a Prefeitura Apostólica da Abissínia foi elevada a vicariato apostólico. Em finais do século XIX, a Igreja Católica de Rito Latino (separada da Igreja Católica Etíope somente em termos hierárquicos, rituais e organizacionais, mas ambas em comunhão com o Papa) estava já estabelecida no sul da Etiópia.
Em 1930, foi estabelecido para a Igreja Católica Etíope um ordinariato para os fiéis de rito oriental etíope (ou Ge'ez) na Eritreia. A Eritreia, uma colónia italiana desde 1890, já tinha uma jurisdição eclesiástica separada, liderada por um bispo italiano, para servir os católicos de rito latino.
Em 1937, o Vicariato Apostólico da Abissínia deu lugar ao Vicariato Apostólico de Adis Abeba e a prefeitura apostólica de Tigrè (hoje Eparquia de Adigrat) foi estabelecida na Etiópia.
A ocupação italiana da Etiópia em 1936 deu origem a um aumento do número de circunscrições eclesiásticas de rito latino, mas a expulsão de missionários estrangeiros (nomeadamente italianos), no final da Segunda Guerra Mundial, levou a que a Igreja Católica Etíope tivesse de assumir a responsabilidade de áreas e populações maiores do que antes. Por isso, em 1951, o exarcado apostólico de Adis Abeba foi estabelecido e o ordinariato da Eritreia foi também elevada à categoria de exarcado. Dez anos mais tarde, em 9 de abril de 1961, uma província eclesiástica foi criada, com Adis Abeba como sé metropolitana e com Asmara e Adigrat como eparquias sufragâneas.
Em 1995, duas novas eparquias de rito etíope, Barentu e Keren, foram estabelecidos na Eritreia e o vicariato apostólico de Asmara, de rito latino, foi abolido. Assim, a Eritreia tornou-se no único país em que todos os católicos, independentemente do seu rito litúrgico, pertencem a uma jurisdição oriental. Em 2003, mais uma eparquia foi criada em Endeber, no sul da Etiópia. Em 2012, a Eparquia de Segheneyti foi erigida na Eritreia. Em 2015, a Eparquia de Bahir Dar–Dessie foi criada na Etiópia.
Em Janeiro de 2015, com base nas quatro eparquias localizadas na Eritreia, o Papa Francisco erigiu a Igreja Católica Eritreia como uma nova Igreja particular oriental sui iuris, com autonomia própria e, assim, separada da Igreja Católica Etíope.

## Lista das circunscrições eclesiásticas
Actualmente, a Igreja Católica Etíope é formada pelas seguintes circunscrições eclesiásticas:
- Arquieparquia Metropolitana de Addis Abeba
  - Eparquia de Adigrat
  - Eparquia de Bahir Dar–Dessie
  - Eparquia de Emdeber